# エミール・ハートマン
エミール・ハートマン（Emil Hartmann 1836年2月1日 - 1898年7月18日）は、デンマークの作曲家。作曲家であるヨハン・ペーター・エミリウス・ハートマンの長男であり、ニルス・ゲーゼ、アウグスト・ヴィンディングとは義兄弟の関係であった。息子のオルフ・ハートマンは画家になった。

## 略歴
ハートマンははじめ、父と義理の兄であるゲーゼから指導を受け、幼少期のうちに作曲を開始していた。その後、コペンハーゲン大学にて勉学に励む。1858年にオーギュスト・ブルノンヴィルのバレエ「Fjeldstuen」へ曲を付ける仕事を受け、彼はヴィンディングと共に自身の初めての大作となる作品を上演することになった。
彼は1859年に奨学金を得ることができ、ドイツへ留学して大半をライプツィヒで過ごした。留学を終えてデンマークへ帰国し、1861年からはコペンハーゲンのセント・ヨハン教会でオルガニストの職を得た。1871年からはクリスチャンスボー城の教会でオルガニストを務めた。

## 主な作品
下記に作品一覧を示すが、全てが網羅されているわけではない。
- Op.1 エミールオーレストループ（デンマーク語版）とクリスチャン・ウィンザー（デンマーク語版）の詩による4つの歌 （1857年）
- Passion Hymn （ソプラノ、合唱と管弦楽 1858年）
- Flejdstuen （バレエ、ヴィンディングとの共作 1859年）
- Op.2 Halling og Menuet （婚礼の音楽） - 北欧のフォークダンス第4番
- Op.3 Spring Dance - 北欧のフォークダンス第5番
- A Night of the Mountains （ジングシュピール 1863年）
- Cantata for Johanneskirke inauguration （合唱とオルガン 1864年）
- Wedding songs （合唱と管弦楽 1864年）
- Op.4 Elver Girl （オペラ 1867年）
- Op.5 ピアノ五重奏曲 （1865年）
- Op.6 交響曲 ニ短調
- Op.6a Old Memories - 北欧のフォークダンス第2番
- Op.6b Elver girls and hunters - 北欧のフォークダンス第3番
- Op.7 組曲 （改作されてOp.43となった）
- Op.8 Little Mermaid （独唱、合唱と管弦楽）
- Op.9 交響曲 ホ短調
- Little Mermaid （1867年に目録入り）
- Op.10 ピアノ三重奏曲 （1867年）
- Op.11 ピアノソナタ イ短調 （1868年）
- Rudolf and Signe Puggårdの銀婚式のためのカンタータ （合唱とピアノ 1868年）
- Op.12 アンダンテとアレグロ （ピアノ）
- 交響曲 変ロ長調 （1871年）
- Op.13a Winter and Vaar （合唱と管弦楽 1872年）
- Dæmring （バレエValdemarへの前奏曲 1872年）
- Corsica transferees （ジングシュピール 1873年）
- Op.14 弦楽四重奏曲 イ短調
- Op.15b 4つの歌 （男声合唱）
- Op.16 アラベスク＝カプリース （ピアノ）
- Op.17 Sonata facile e instructive （ピアノ）
- Op.18 スケルツォ - 北欧のフォークダンス第1番
- Ungommenのための14の小さな歌  （1876年出版）
- Op.19 ヴァイオリン協奏曲 ト短調 （1879年）
- Op.24 クラリネット、チェロとピアノのためのセレナード （1877年）
- Op.25 Hærmændene på Helgeland （演奏会用序曲 1878年）
- Op.26 チェロ協奏曲 ニ短調 （1879年頃）
- Op.27 4つの歌 （男声合唱）
- Op.29 交響曲第1番 変ホ長調 （1879年）
- Op.31 4つのピアノ小品
- Op.32 A Carnival Fest （管弦楽 1882年）
- Op.33 Towards the Light （合唱と管弦楽）
- Jean-Marie （舞台作品 1883年）
- Op.34a 交響曲第2番 イ短調 「騎士の時代より Fra Riddertiden」 （1880年? 1883年?）
- Op.35b 歌曲集 （1885年）
- Op.37 弦楽四重奏曲 ハ短調
- Op.39 舞踏組曲第1番
- Op.40 Hakon Jarl （交響詩 1887年）
- Op.43 管楽九重奏曲
- Op.38 弦楽四重奏曲 （1886年）
- Op.39 舞踏組曲 （管弦楽 1889年）
- Op.42 交響曲第3番 ニ長調 （1887年）
- Op.43 8つの管楽器、チェロとコントラバスのためのセレナード 変ロ長調 （1885年?）
- Op.44 スコットランド序曲 （管弦楽 1889年頃）
- Kristian d. Anden （劇 1889年）
- Scandinavian Fest March （1889年）
- Op.45 Dyvekesuite （Kristian d. Andenの音楽 1890年）
- Op.46 序曲 Pastorale （1882年）
- Op.47 ピアノ協奏曲 ヘ短調 （1891年）
- 「ティーカップの中の嵐」 （1892年）
- The Island of Sydhavet （劇 1893年）
- Op.49 交響曲第4番 ニ短調 （1893年）
- Ragnhild （Magical runes オペラの改作 1896年）
- Wedding Festival in Hardanger （バレエ 1896年頃）
- Det store Lod （コミック・オペラ 1896年）
- By Summertime （合唱と管弦楽）
- Rinaldo （独唱、合唱と管弦楽）
- Idyll （独唱（独奏？）と管弦楽）
- 4つの精神的な歌曲
- 6つの男声四重唱曲
- Efterklang til Tyrfing
- ピアノソナタ ト長調
- 四重奏曲第1番 （クラリネット、ヴァイオリン、ヴィオラとチェロ）
- 四重奏曲第2番 （クラリネット、ヴァイオリン、ヴィオラとチェロ）